# Jadwiga Jędrzejowska

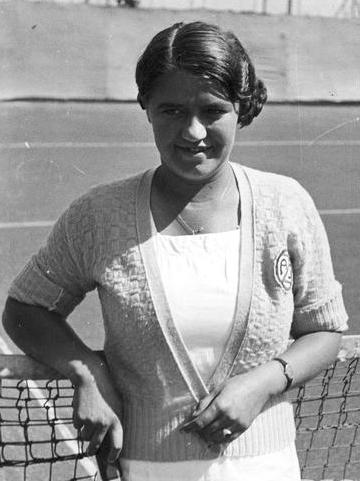
Jadwiga Jędrzejowska im August 1933

Jadwiga „Jed“ Jędrzejowska Galert (* 15. Oktober 1912 in Krakau; † 28. Februar 1980 in Kattowitz) war eine polnische Tennisspielerin.

## Karriere
Ihre größten Erfolge feierte sie in den dreißiger Jahren, als sie in den Endspielen von Wimbledon, French Open und Forest Hills stand. 1937 verlor sie das Dameneinzel in Wimbledon gegen Dorothy Round mit 2:6, 6:2 und 5:7 und das Finale der US-amerikanischen Meisterschaften gegen Anita Lizana mit 4:6, 2:6. Das Finale der French Open 1939 gegen Simonne Mathieu verlor sie mit 3:6 und 6:8. 
Im Jahr 1939 gewann sie mit Simonne Mathieu die Doppelkonkurrenz in Roland Garros gegen Alice Florian / Hella Kovac mit 7:5 und 7:5.